# Roger Ermiane
 (mars 2016).
Roger Ermiane ou René Ermiane, né le 24 juillet 1900 à Paris et mort le 23 juin 1989 à Sainte-Foy-lès-Lyon, de son vrai nom René Bardonnaut, est un médecin généraliste parisien dans les années 1933 à 1978. Il est l'inventeur de la prosopologie. Il s'agit de l'étude de la correspondance entre les muscles et regards du visage de l'individu, et leurs significations psychologiques. Il a d'abord procédé par introspection, déterminant quel trait de caractère s'éveillait en lui à la contraction de tel ou tel muscle, ainsi qu'à la direction des regards. 

## Publications
- Jeux musculaires et expressions du visage, 1949
- Les visages du chef : de l'animateur au responsable, Les éditions sociales françaises, Paris, 1966.
- (en collab. avec Paul Baudet et Christian Gregori) Visages et contacts humains : ententes et mésententes, le couple et la profession, Les éditions sociales françaises, Paris, 1969, 167 p.